# 易耀彩

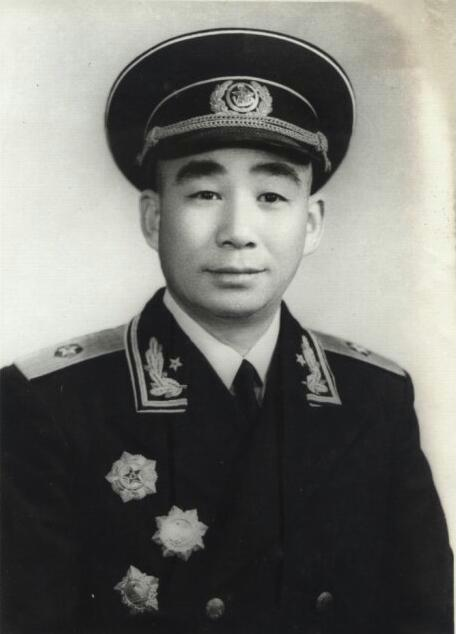

易耀彩（1917年—1990年），男，江西泰和人，中国人民解放军将领、中国人民解放军少将。

## 生平
第二次国共内战初期担任军事调处执行部第5执行小组驻张家口中共代表。1969年，接替卢仁灿，担任北海舰队政治委员。1972年，由郭炳坤接任。1955年，授中国人民解放军少将军衔。